# نيلز داهل
نيلز داهل (بالنرويجية: Niels Fredrik Dahl) (و. 1957  م) هو شاعر، وكاتب سيناريو، وكاتب نرويجي، ولد في النرويج.

## وصلات خارجية
- نيلز داهل على موقع IMDb (الإنجليزية)
- نيلز داهل في قاعدة بيانات الأفلام على الإنترنت